# Cueto Aleos
Cueto Aleos (en asturiano y oficialmente: El Cuetu Aleos) es un lugar que pertenece a la parroquia de Abamia en el concejo de Cangas de Onís (Principado de Asturias). Se encuentra a 150 m s. n. m. y está situada a 7 km de la capital del concejo, Cangas de Onís. 

## Población
En 2022 contaba con una población de 8 habitantes (INE 2022) repartidos en un total de 11 viviendas.